# Katona Mór
Dercsikai Katona Mór (Szentmihályfa, 1845. május 5. – Budapest, 1927. április 6.) jogi doktor, jogakadémiai tanár.

## Életútja
Dercsikai Katona Mór 1845-ben a Pozsony vármegyei Szentmihályfalván született. Régi nemes családból származott, mely nemességét 1661-ben I. Lipót alatt nyerte. Középiskoláit Pozsonyban és Sopronban végezte; a jogi tanulmányokat a budapesti egyetemen és egy évig Bécsben hallgatta (1866–70), Ihering, Unger és Stein tanárok alatt; a negyedik évre visszament Pestre, ahol 1871-ben jogi doktorrá avatták.
1872-ben Pauler Tivadar közoktatási miniszter megbízásából joggyakornok lett a pesti ítélőtáblánál. 1872-74 között a nagyszebeni jogakadémián helyettes tanárnak, a pesti egyetemen a magyar magánjog tanára volt. 1874-ben kinevezték a győri jogakadémia magyar magánjog és az osztrák polgári jog tanárává.1892-ben a győri jogakadémiának megszűntével a kassai, majd 1899-től a pozsonyi jogakadémián a büntetőjog, később pedig a polgári jog tanára volt. 1903-tól 1915-ig egyetemi tanárként működött Budapesten, 1908-1909-ben a budapesti egyetem jog és államtudományi karáak dékánjaként munkálkodott. 1903–05-ben a Szabadelvű Párt színeiben országgyűlési képviselő volt.

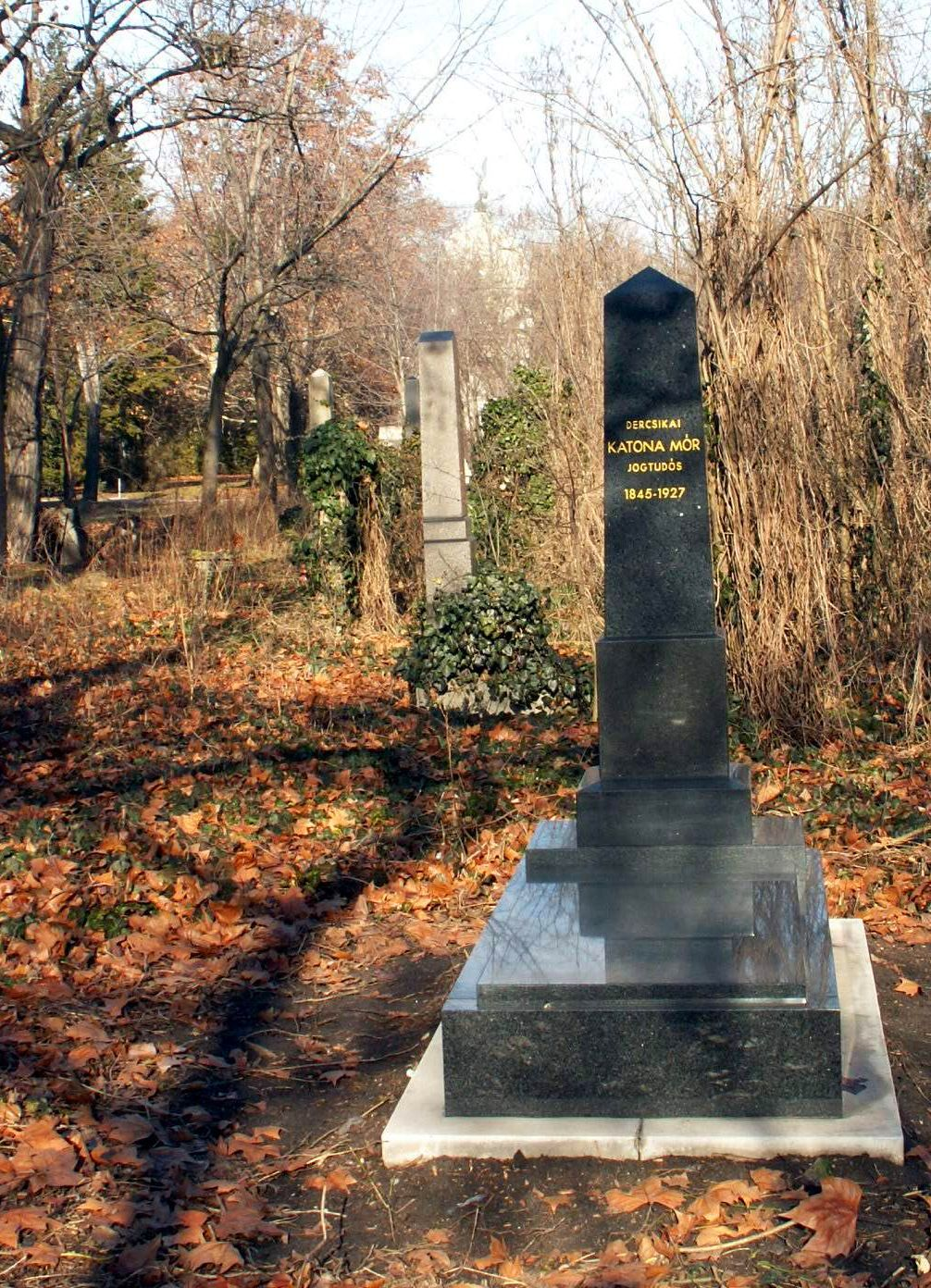
Sírja a Fiumei úti sírkertben, 2008. (39-1-112)

1915-ben nyugdíjazták, így oktatói pályája ekkor véget ért. 1927-ben halt meg Budapesten, a Fiumei úti sírkertben nyugszik.

## Munkássága
Jogtudományi munkái a Jogtudományi Közlönyben már 1870-től megjelentek. Eleinte a büntetőjoggal foglalkozott és  tévedés beszámítása a büntetőjogba" című munkája Pasquits pályadíjat is nyert. Ezt követően a magyar magánjog különböző kérdéseivel foglalkozott.  Győri tartózkodása alatt a Győri Közlöny szerkesztői feladatait is ellátta. Katona Mór politikai aktivitását az is fémjelzi, hogy 1887. évi képviselő-választáson legyőzte a győri, helyi ellenzék jelöltjeit. 1899-ben megalkotta a magyar magánjog vázlatát, ami "A mai érvényű magyar magánjog vezérfonala" címmel jelent meg. Hallgatói körében nagy megbecsülésnek örvendett.

## Családja
Felesége Rosy Szerén (megh. 1933). Fiai: Katona Móric (1879–?) jogász, pozsonyi ügyvéd, Katona Loránd és Katona Marián.

## Írásai
Cikkei a Jogtudományi Közlönyben, (1874. könyvismertetés, 1875. Van-e az egyoldalú igéretnek kötelező ereje? és könyvism., 1877. könyvism., 1892–96. több értekezés és a királyi curia itéleteinek criticai bonczolása); a Jogban (1887., 1895. A kereset nélküli kötelmek tana, 1896. Birói önkény a curián); a jogászgyűlés működésében is részt vett kezdettől fogva indítványnyal és vélemények megírása által; az 1891. jogászgyűlésre a fölött adott véleményt: Szükséges-e az ingók tulajdonszerzésénél az átadás?

## Művei
- A köteles rész. Budapest: Eggenberger, [s.a.]. 167 p.
- A tévedés beszámítása a büntető jogban. Pest: Eggenberger, 1870. [1], 63, [1] p.
- A törvényes örökösödés a magyar jogban. Pest: Heckenast Gusztáv, 1872. 45 p. Dissertatio habilitationis. Uo. 1872. (Különny. a Jogtudományi Közlönyből.)
- A köteles részről. Bpest, 1874. (Különnyomat a Jogtudományi Közlönyből. Ism. a Jogtudom. Közlöny.)
- Van-e az egyoldalú ígéretnek kötelező ereje? 1–5. (Jogtudományi Közlöny, 1875 és külön: Bp., 1875)
- A szomszédjog. Budapest: Franklin, 1884. 64 p. Civiljogi tanulmány. Uo. 1882. (Különny. a Jogtudományi Közlönyből.)
- A pénztartozásokról. Győr, 1884. (A magyar tudom. Akadémia 1883-ban a Sztrokay-féle 100 arany jutalommal tüntette ki.)
- A pénztartzásokról jogi és közgazdasági alapon. Győr: Gross Gusztáv, 1885. VIII, 138 p.
- A családi hitbizományok alapításának engedélyezése alkotmányos szempontból. (Jogtudományi Közlöny, 1892)
- A magyar családi hitbizomány. Budapest: Franklin, 1894. 392 p.1894.
- A kereset nélküli kötelmek tana. – A dologi és kötelmi jog. – A dologi jogok fogalmához. (A Jog, 1895)
- Bírói önkény a curián. (A Jog, 1896)
- A családi hitbizományok reformja. – A telki szolgalom birtokának megszerzéséről. – Egy curiai határozat bírálata. – A jobbágyság jogi állása ezer év alatt. 1–2. – A végrendeletek érvénytelenítésének kérdéséhez alaki kellékek hiánya miatt. – Elmélkedés egy curiai határozat fölött. (Jogtudományi Közlöny, 1896)
- Magyar magánjog I. köt. A birtok tana. Monográfia és egy. tankönyv is. (Bp., 1898 és külön: Bp., 1898)
- Magyar magánjog. II. köt. Dologjog. Imling Konráddal és Lányi Bertalannal. Monográfia és egy. tankönyv is. (Bp., 1898)
- Magyar magánjog. III. köt. Kötelmi jog. Monográfia és egy. tankönyv is. Kiss Mórral és Reiner Jánossal. (Bp., 1898)
- A kötelmi jog általános tana. Budapest, 1898.
- Az érvénytelenség és a megtámadhatóság helytelenségei a magyar házassági törvényben. (Jogtudományi Közlöny, 1898)
- A tévedés tana a magánjogban. 1–3. (Jogtudományi Közlöny, 1898–1899)
- A mai érvényű magyar magánjog vezérfonala. Pozsony: Stampfel, 1899. 274 p.
- A telekkönyvi rangnak vagy elsőbbségnek átengedéséről. Barna Ignác és Csillag Gyula felszólalásával. (Magyar jogászegyleti értekezések. 157. Bp., 1899)
- A telekkönyvi rangelsőbbség átengedésének hatálya az egyetemleges jelzálogoknál. (Jogtudományi Közlöny, 1899)
- A mai érvényű magyar magánjog vezérfonala. (Stampfel-féle tudományos zsebkönyvtár. 31–34. Pozsony–Bp., 1899; 2. kiad. 1904; Tudományos zsebkönyvtár. 3. bőv. kiad. Bp., 1909)
- A lehetetlen és a tilos feltétel hatása a végrendeletben. (Jogtudományi Közlöny, 1900)
- A tervezet birtoktanának bírálata. Budapest: Grill K., 1901. 45 p. (Kritikai tanulmányok a polgári törvénykönyv tervezetéről. 3. Bp., 1901)
- A magyar bányajog vázlata. (Stampfel-féle tudományos zsebkönyvtár. 136. Pozsony–Bp., 1903; Tudományos zsebkönyvtár. 2. átd. kiad. Bp., 1913)
- Adalék a magánjogi tévedés tanához. (Jogtudományi Közlöny, 1903)
- Észrevételek a tervezet kötelmi jogának egyes szabályaira. K. M. előadása a Magyar Jogászegylet 1904. febr. 6-án tartott teljes ülésén. Almási Antal, Enyiczkey Gábor és Szladits Károly felszólalásaival. (Magyar jogászegyleti értekezések. 234. Bp., 1904)
- Magánjogi dolgozatok gyűjteménye. Budapest: Politzer, 1905. 480 p.
- Az érdemtelenség viszonya a kitagadáshoz. (Jogtudományi Közlöny, 1906)
- A mai érvényű magyar magánjog vezérfonala. Budapest: Stampfel, 1909. 304 p.
- A magyar bányajog vázlata. Budapest: Stampfel, 1913. 74, [4] p.
- A polgári törvénykönyv javaslatának 1532. §-ához. (Jogtudományi Közlöny, 1914)
- A mai érvényű magyar magánjog vezérfonala. Hasonmás kiad. Balogh Judit Magánjog a XIX. század végén c. tanulmányával. (Bp., 2008).

Szerkesztette a Győri Közlöny c. politikai lapot 1887-től 1890-ig.
Győri jogakadémiai tanársága idején készült arcképe a Rómer Flóris Művészeti és Történeti Múzeum gyűjteményében található.